# Koninklijk Portugees Leeskabinet

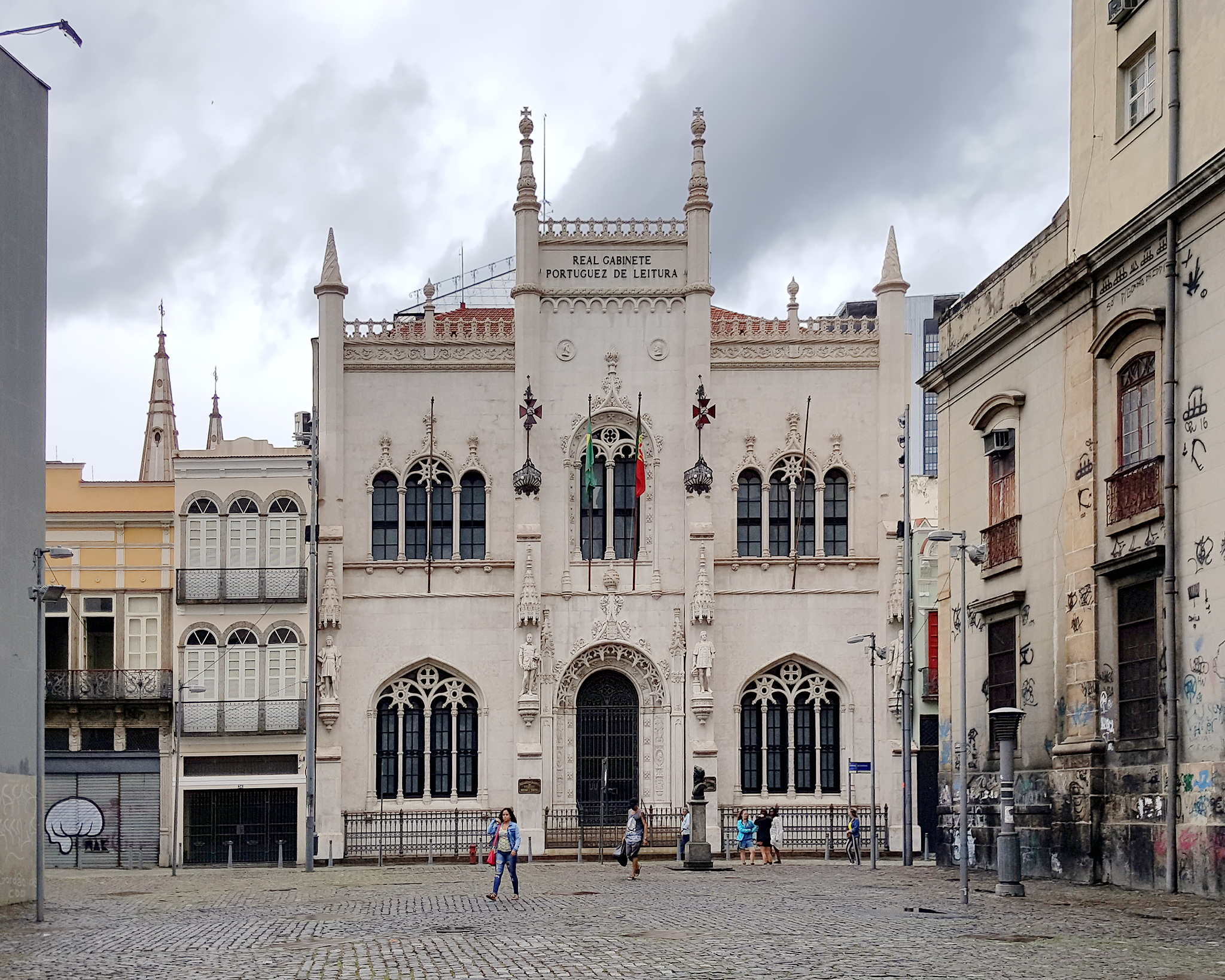
Het Koninklijk Portugees Leeskabinet

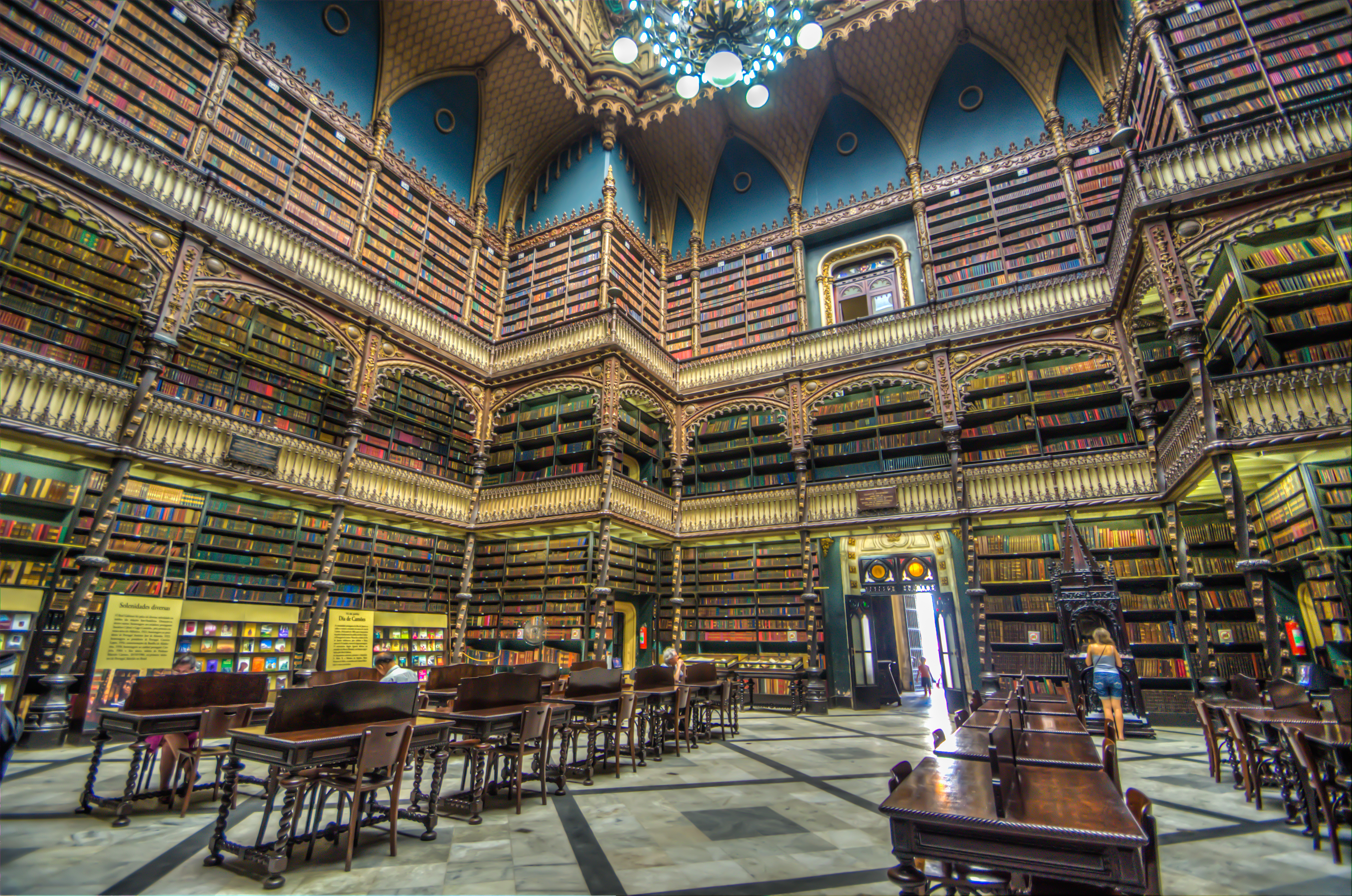
De leeszaal

Het Koninklijk Portugees Leeskabinet (Portugees: Real Gabinete Português de Leitura) is een bibliotheek in de Braziliaanse Rio de Janeiro. Deze bevat de grootste collectie Portugese literatuur buiten Portugal. Deze bibliotheek, gebouwd in neo-manuelstijl, werd ooit door Time uitgeroepen tot de op drie na mooiste bibliotheek ter wereld.
Deze bibliotheek als instituut werd in 1837 opgericht door een groep Portugese immigranten om de Portugese literatuur onder de aandacht te brengen. Het gebouw zelf werd gebouwd tussen 1880 en 1887. De eerste steen werd gelegd door Keizer Peter II van Brazilië en het gebouw werd geopend door zijn dochter Isabella van Brazilië en haar man Gaston van Orléans.
De gevel werd vervaardigd in Lissabon om vervolgens per schip, in delen overgebracht te worden. De architect liet zich voor de gevel inspireren door het Mosteiro dos Jerónimos. Zowel de gevel als de leeszaal zijn ontworpen in neo-manuelstijl, die refereert aan de tijd dat Portugal nog een maritieme grootmacht was.